# قائمة أنهار مصر

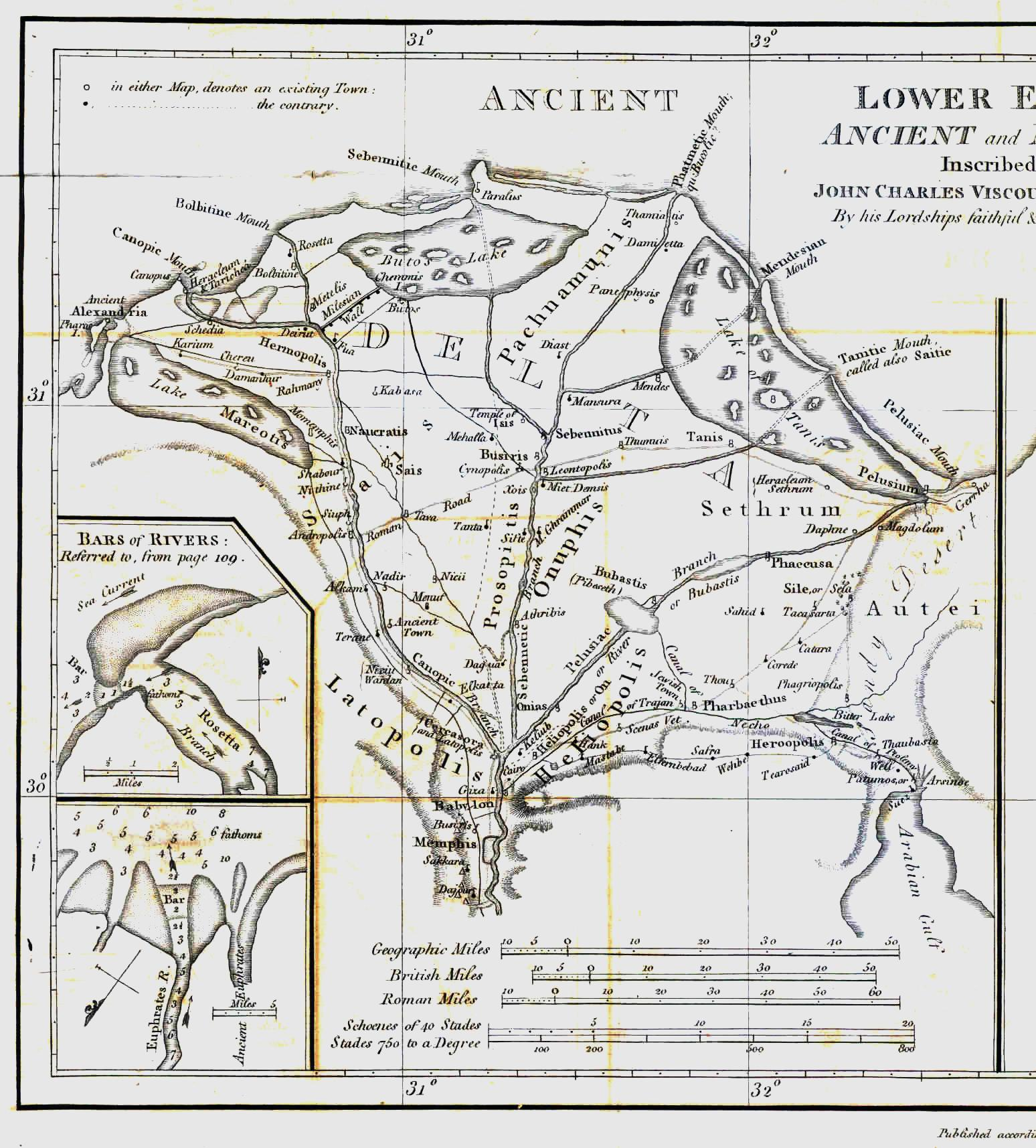
دلتا النيل في زمن هيرودوت ، وفقًا لجيمس رينيل (1800). هناك توزيعتان موجودتان: دمياط (المقابلة للفاتينية ، من الشرق) ورشيد (المقابلة للكانوبية ، إلى الغرب)

هذه هي قائمة الأنهار في مصر.

## النيل
لا يوجد سوى نهر واحد يتدفق على مدار العام في مصر وهو نهر النيل. وليس لديه روافد غير موسمية في مصر على الرغم من أن لديه اثنين آخرين من المنبع وهما النيل الأزرق والنيل الأبيض والتي يندمجان في وسط السودان وبعد اتحاد النيلين الأبيض والأزرق في مقرن الخرطوم يشكلا معا نهر النيل، لا يتبقى لنهر النيل سوي رافد واحد لتغذيته بالمياه قبل دخوله مصر ألا وهو نهر عطبرة، والذي يبلغ طول مساره 800 كم (500 ميل) تقريبا. ينبع هذا النهر من المرتفعات الإثيوبية أيضا، شمالي بحيرة تانا، ويتصل بنهر النيل على مسافة 300 كم (200 ميل) بعد مدينة الخرطوم.
في شمال الخرطوم يمر النيل على ستة شلالات؛ – الشلال السادس في السبلوقة (شمال الخرطوم) حتى شلال أسوان – في مصر. ويغير مساره، حيث ينحني مسار النيل في اتجاه جنوبي غربي قرب مدينة أبوحمد، قبل أن يرجع لمساره الأصلي – شمالا – قرب مدينة الدبة، ويطلق على هذا الجزء المنحني اسم «الانحناء العظيم للنيل».
بعد عودته لمساره الأصلي، يعبر النيل الحدود السودانية المصرية، ويستمر في مساره داخل مصر حتى يصل إلى بحيرة ناصر وهي: بحيرة صناعية تقع خلف السد العالي. وبدءًا من عام 1998 انفصلت بعض أجزاء هذه البحيرة غربا بالصحراء الغربية ليشكلوا بحيرات توشكي
وعودة إلى مساره الأصلي في بحيرة ناصر، يغادر النيل البحيرة ويتجه شمالا حتى يصل إلى البحر المتوسط. على طول هذا المسار، يتفرع جزء من النهر عند أسيوط، ويسمى بحر يوسف، ويستمر حتى يصل إلى الفيوم.
ويصل نهر النيل إلى أقصى الشمال المصري، ليتفرع إلى فرعين: فرع دمياط شرقا وفرع رشيد غربا، ويحصران فيما بينهما دلتا النيل ويصب النيل في النهاية عبر هذين الفرعين في البحر المتوسط منهيا مساره الطويل من أواسط شرق إفريقيا وحتى شمالها.
في دلتا النيل ينقسم النهر إلى عدد من الأفرع والقنوات الأقل. في العصور القديمة كان هناك سبعة أفرع اثنان منها فقط موجودان هما:
- فرع دمياط
- فرع رشيد

يتقاطع النيل مع عدد من الروافد الجافة أو الوديان التي تجتاز الصحراء الشرقية . تنزل مياه الأمطار للوديان من الجبال على طول ساحل البحر الأحمر المصري على الرغم من أنها نادراً ما تصل إلى الجذع الرئيسي للوديان لتتدفق باتجاه مجرى النهر. الوديان الرئيسية الثلاثة هي:
- وادي عباد (مساحة الصرف 7000 كم²)
- وادي شيت (بطول 200 كم ، مساحة الصرف 10000 كم²)
- وادي الخريط (طوله 260 كم ، مساحة الصرف 23000 كم²)

## سيناء
وادي الكتابة ووادي فييران (المرتبطة بالكتاب المقدس رفيديم ).